# (97) Cloto
(97) Cloto es un asteroide perteneciente al cinturón de asteroides descubierto por Ernst Wilhelm Leberecht Tempel el 17 de febrero de 1868 desde el observatorio de Marsella, Francia.
Está nombrado por Cloto, una diosecilla de la mitología griega.

## Características orbitales
Cloto está situado a una distancia media de 2,671 ua del Sol, pudiendo alejarse hasta 3,351 ua. Tiene una inclinación orbital de 11,78° y una excentricidad de 0,2546. Emplea 1594 días en completar una órbita alrededor del Sol.